# Culture de la Légion étrangère

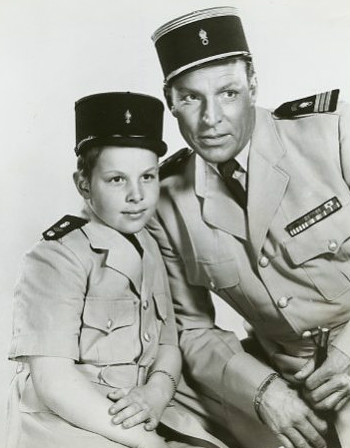
Photo promotionnelle de la série TV américaine Captain Gallant of the Foreign Legion (1955-1957)

La Légion étrangère véhicule une culture due à son ancienneté, mais surtout grâce à ses illustres faits d’armes, et par le mystère et l'aura qui tournent autour de son recrutement et de sa discipline. Elle a suscité toute une production d’œuvres d’art, qui ont fini par constituer une mythologie particulière. Parallèlement, le carnet de chant de cette institution recueille une trentaine de chants, dont une partie reprend les mélodies de chants allemands.

## Musique

### Chansons
- Mon légionnaire :
  - Version originale écrite par Raymond Asso, musique de Marguerite Monnot, 1936, interprétée par Marie Dubas dont la version la plus célèbre est d’Édith Piaf. Elle est reprise en 1987 par Serge Gainsbourg. Ce dernier, après le scandale qui a suivi sa reprise de la Marseillaise a voulu montrer sa volonté de ne pas nuire aux armées et à la patrie ; et contrairement à ce que l'on pourrait penser ou ce qui se dit, Gainsbourg avait de l'admiration pour les légionnaires, à qui il a même rendu visite à Nîmes.
- Non, je ne regrette rien chanson d'Édith Piaf écrite en 1956, dédicacée par la Môme à la Légion, et reprise par de nombreux légionnaires à l'issue du putsch des généraux
- Le Fanion de la Légion, chanson créée en 1936 par Marie Dubas
- French Foreign Legion, chantée par Frank Sinatra en 1958
- Un dur, un vrai, un tatoué, chanson extraite du film Raphaël le Tatoué de Christian-Jaque, interprétée par Fernandel en 1938.
- On a soif ! chantée par le Grand Jojo en 1979, décrivant une expérience fictive dans la Légion étrangère.

## Filmographie

### Cinéma
- 1922 : Under Two Flags de Tod Browning.
- 1924 : À l’Horizon du sud (ou L'aventure) de Marco de Gastyne.
- 1926 : Beau Geste d'Herbert Brenon.
- 1930 : 
  - Cœurs brûlés de Joseph Von Sternberg.
  - Le Beau Contrebandier d'Alexander Korda.
- 1932 : Sergent X de Vladimir Strijewsky.
- 1935 : La bandera, de Julien Duvivier.
- 1936 : 
  - Sous deux drapeaux de Frank Lloyd.
  - Un de la légion de Christian-Jaque.
- 1938 : Raphaël le tatoué de Christian-Jaque.
- 1937 : Les Hommes sans nom de Jean Vallée.
- 1939 :
  - Beau Geste de William A. Wellman avec Gary Cooper et Ray Milland.
  - Laurel et Hardy conscrits d'A. Edward Sutherland avec Laurel et Hardy.
  - Le chemin de l'honneur de Jean-Paul Paulin.
  - Le personnage de Pépé le putois (Pepé Le Pew, un des Looney Tunes) incarna, entre autres, un légionnaire séducteur souhaitant séduire une chatte noire opportunément ressemblante à un putois. Dans la version française, il a une voix rappelant l'acteur Yves Montand.
- 1948 : Légion étrangère de Robert Florey.
- 1949 : La Soif des hommes de Serge de Poligny.
- 1951 : Dix de la légion de Willis Goldbeck.
- 1952 : Au sud d'Alger de Jack Lee.
- 1953 : 
  - Légion étrangère de Basilio Franchina avec Viviane Romance et Alberto Farnèse.
  - La Légion du Sahara de Joseph Pevney.
- 1958 : C'est la guerre de William A. Wellman.
- 1959 : Tombouctou, de Jacques Tourneur.
- 1968 : Le Tatoué de Denys de La Patellière.
- 1971 : Sergent Klems de Sergio Grieco.
- 1977 : Il était une fois la Légion de Dick Richards.
- 1980 : La légion saute sur Kolwezi de Raoul Coutard.
- 1981 : Faut s'les faire... ces légionnaires ! d'Alain Nauroy.
- 1984 : 
  - Le Matelot 512 de René Allio.
  - Les Morfalous d'Henri Verneuil.
- 1998 : Légionnaire de Peter MacDonald.
- 1999 :
  - La Momie de Stephen Sommers, au début du film des légionnaires se battent à Hamunaptra.
  - Tireur d’élite de Thomas Bohn.
- 2000 : Beau Travail de Claire Denis.
- 2018 : Jeunesse aux cœurs ardents de Cheyenne Carron .
- 2021 : Mon légionnaire de Rachel Lang.

### Télévision

#### Série
- 2001 : La Légende de Tarzan, dans l'épisode 6 Les Fugitifs.
- 2018 : Speakerine allusion dans l'épisode 5.

## Littérature

### Livres classés par nom d'auteur
A
- Aage de Danemark, Mes souvenirs de la Légion étrangère, Payot & Rivages, Paris, 1936
- Eugène Agnetti, Le Crépuscule de la Vérité, Édition des écrivains
- capitaine Jean-Louis Armengaud, Le Sud Oranais, journal d'un légionnaire, Lavauzelle, Paris, 1893
- Jean Avenel, La Campagne du Mexique (1862-1867), Economica, coll. « Campagnes & Stratégies », 1996  (ISBN 271783110X)
- Paul Azan, La Légion étrangère en Espagne 1831-1835, Lavauzelle, Paris, 1906

B
- René Bail, L'enfer de Dien Bien Phu, Éditions Heimdal, Bayeux, 1997
- Roger de Beauvoir, La Légion étrangère, Firmin Didot, Paris, 1887
- Erwan Bergot, Deuxième classe à Dien Bien Phu, Éditions de la Table ronde, Paris, 1964
- Bernelle, Histoire de l'ancienne Légion étrangère, édition Marc-Aurel, Paris, 1850
- Théophile Boisset, Tuyen Quang pendant le siège, Fischbacher, Paris, 1892
- Paul Bonnecarrère, Par le sang versé : La Légion étrangère en Indochine, Fayard, Paris, 1968
- docteur Pierre Bonette, La Légion étrangère, ses prouesses, ses maladies, ses médecins, Imprimerie Tourangelle, Tours, 1933
- Vicomte de Borelli, Arma, Lemerre, Paris, 1890
- Giuseppe Bottai, Légion est mon nom, éditions italiques, Paris, 2005  (ISBN 2910536351) - titre original : Legione e il mio nome
- Auguste Boucher, Récits de l'invasion - Journal d'un bourgeois d'Orléans pendant l'occupation prussienne, Herluisson éditions, Orléans
- Charles Brunon, Le Livre d'Or de la Légion Étrangère
- Jean-Paul Bénavente "More Majorum - Le 2è Etranger de parachutistes" (1981) - Préface du Général d'Armée J.Lacaze

C
- Carpentier Bruno, Détachement Iskoutir, Editions Italiques, Paris 2002,  (ISBN 2-910536-25-4).
- Philippe Cart-Tanneur et Tibor Szecsko, Le 1er Étranger, BIP, Paris, 1978
- Philippe Cart-Tanneur et Tibor Szecsko, Le 2e Étranger, BIP, Paris, 1978
- Philippe Cart-Tanneur et Tibor Szecsko, Le 3e Étranger, BIP, Paris, 1978
- Philippe Cart-Tanneur et Tibor Szecsko, Le 4e Étranger, BIP, Paris, 1978
- Blaise Cendrars, La Main coupée, Éditions Denoël, Paris, 1946
- Blaise Cendrars, Feu le lieutenant Bringolf, Au sans pareil, Paris, 1930
- Pierre Charton, La RC 4, Albatros, Paris, 1975
- Paul-André Comor, L'épopée de la 13e DBLE, 1940-1945, N.E.L., Paris, 1988
- Paul-André Comor, Les carnets du lieutenant-colonel Brunet de Sairigné, N.E.L., Paris, 1988
- René Luce Coupin, Vainqueur quand même : le 11e de la légion au feu, à compte d'auteur, Paris, 1972
- Mauro Carra, Une Vie de légionnaire, éditions Calmann Levy, 1990

D
- Yves Debay, Le 2e REP, Éditions Histoire & Collections, 2002
- Yves Debay, La Légion étrangère, tradition et action, Éditions Histoire & Collections, 1992
- Yves Debay, La Légion étrangère, tome 2, l'action, Europa Militaria, 1992
- Marc Dem, Mourir pour Cao Bang, le drame de la RC 4, Éditions Albin Michel, 1977
- lieutenant-colonel Dominé, Journal du siège de Tuyen Quanq, Lavauzelle, Paris, 1885
- Benett J. Doty, La légion des damnés, Éditions Stock, Paris, 1930 - titre original : The legion of the damned : the adventures of Benett J. Doty
- Pierre Dufour, La Légion en Indochine, Lavauzelle
- Pierre Dufour, Légionnaires parachutistes, EFM, Paris, 1989
- Pierre Dufour, 2e REP - Action Immédiate, Lavauzelle, 1994
- Pierre Dufour, Génie Légion, de Sidi-Bel-Abbès au Kosovo, Lavauzelle, Limoges, 2000
- Henry Dugard, La Légion étrangère, Marches de l'Est, Paris, 1914

E
- Des Ecorres, Au pays des étapes : notes d'un légionnaire, Lavauzelle, Paris, 1892
- Albert Erlande, Campagne avec la Légion étrangère, Lavauzelle, Paris, 1917  (ISBN 2702507018)
- Georges d'Esparbès, Les mystères de la Légion étrangère, Flammarion, 1912

F
- Eugène Fieffé, Histoire des troupes étrangères au service de la France, J. Dumaine éditeur, Paris, 1854

G
- Louis Gaultier - Charles Jacquot, C'est la légion, Impression française, Marseille, 1963
- général Grisot - Lieutenant Coulombon, La Légion étrangère de 1831 à 1887, t1, Éditions Berger-Levrault, 1887   (ISBN 2702507468)
- général Grisot - Lieutenant Coulombon, La Légion étrangère de 1831 à 1887, t2, Éditions Berger-Levrault, 1887  (ISBN 2702507476)

H
- général (cr) Jean Hallo, Monsieur légionnaire, Lavauzelle 1994  (ISBN 2702503705)
- Jean-Michel HOUSSIN, Le recrutement à la Légion étrangère - Histoire et évolutions 1831-2019, Éditions d'un autre ailleurs, 2020  (ISBN 978-2-4901650-5-6), réédition augmentée en 2024,  (ISBN 978-2-490165-23-0)
- Jean-Michel HOUSSIN, Sous-officiers de la Légion étrangère de 1831 à nos jours, Éditions d'un autre ailleurs, 2023  (ISBN 978-2-4901651-2-4)

I

J
- Jean-Charles Jauffret et Georges Gugliot, Les compagnies montées de la Légion Étrangère  1881 – 1950, Faculté d'Aix en Provence, 1972
- Ernst Jünger, Jeux africains, Gallimard, coll. « Folio », Paris  (ISBN 2070370453) - titre original : Afrikanische Spiele
- Edouard Junod, Lettres et souvenirs, Georges Crès, Paris, 1918

K

L'
- Lafaye, Mahuaut et Peron, 5e Etranger, historique du Régiment du Tonkin - Tome 1, Indochine 1883-1946, Lavauzelle, Paris, 2000  (ISBN 2702504787)
- Christophe Lafaye, Le III/13ème DBLE de septembre 1953 à mars 1954 : la disparition d’un bataillon d’élite, mémoire de maîtrise d’histoire, direction Sylvie Guillaume, Université Bordeaux III, 1998, en ligne sur Academia.edu
- commandant Lambert, La Légion étrangère, Lavauzelle, Paris  (ISBN 2702510086)
- Clemens Lamping, Souvenirs d'Algérie 1840-1842, Bouchène, Saint-Denis, 1999 - titre original : Errinerungen aus Algerien (ed.Schulze - Oldenburg en 1844)
- l'Abbé Lanusse, Les héros de Camerone, Cambourg éditions  (ISBN 2-915686-20-3)
- Pierre Olivier Lapie, La Légion étrangère à Narvik, Groupe Flammarion, Paris, 1945
- V. Lebedev, Souvenirs d'un volontaire Russe, Éditions Perrin, Paris, 1917
- Henri Lemire, Histoire de la Légion de Narvik à Kolwezi, Éditions Albin Michel, Paris, 1978
- colonel Le Page, Cao Bang, la tragédie de la colonne Le Page, N.E.L., 1981
- John Patrick Le Poër, À la légion - Journal d'un Irlandias, Lavauzelle, Paris, 1985  (ISBN 2702507484)
- Jean-Philippe Liardet, Camerone 30 avril 1863, Revue champs de bataille no 7,2005
- Dick de Lonlay, Au Tonkin  1883 – 1885, Garnier Frères, Paris, 1889

M
- colonel Maire, Souvenirs de la Légion étrangère, Éditions Albin Michel, 1939
- colonel Maire, Nouveaux souvenirs de la Légion Étrangère, Fayard, Paris, 1948
- Georges R. Manue, Têtes Brûlées, Nouvelle Société d'Éditions, Paris, 1929
- Georges R. Manue, Sous la grenade à sept flammes (2 volumes), Sequana, Paris, 1941
- Alphonse Marolf, In memoriam Gustave Marolf, capitaine-mitrailleur au 1er Étranger, Imprimerie Centrale, Genève, 1943
- Jean Martin, Je suis un Légionnaire, Fayard, Paris, 1938
- Maurise Maugard, Avec la Marocaine 1914-1918, Éditions Albin Michel, Paris, 1919
- capitaine Merolli, La grenade héroïque - avant la tourmente 1910-1914, Moynier, Casablanca, 1937
- Pierre Montagnon, L'histoire  de la légion de 1931 à nos jours, Pygmalion, Paris, 1997
- Étienne de Montety, Des Hommes irréguliers, Éditions Perrin, Paris, 2006  (ISBN 2262024235)
- Gosta Moberg, La Légion étrangère et son pays d'élection, Lavauzelle, Paris  (ISBN 2702504914) - titre original : Fremlingslegion
- Simon Murray, Légionnaire, Sidgwick & Jackson Ltd, 1978  (ISBN 0283984589) - titre original : Legionnaire : my five years in the French Foreign Legion

N
- Arthur Nicolet, Mektoub, Antipodes, Paris, 1948
- Arthur Nicolet, Poèmes, Jurassienne, 1962

O

P
- général Zinovi Pechkoff, La Légion étrangère au Maroc, Lavauzelle, Paris  (ISBN 2702507433)
- Daniel Ply, Légion Étrangère Matricule 173964, Édition des écrivains, 2001
- H. Poirmeur, Notre Légion, Lavauzelle, Paris  (ISBN 2702510116)
- Douglas Porch, La légion étrangère 1831-1962, Fayard, Paris - titre original : The French Foreign Legion

Q

R
- André Raulet, Legion über Alles, Lavauzelle, Paris  (ISBN 270250499X)
- Gustave Jean Reybbaz, Le 1er Mystérieux, André Barry, Paris, 1932

S
- Hélie de Saint Marc, Les champs de braise, Éditions Perrin, Paris, 1995
- Raphael Schneider, La Légion étrangère, Revue histoire mondiale des conflits no 14,2004
- Alan Seeger, Alan Seeger, le poète de la Légion étrangère, Payot, Paris, 1918 - titre original : Letters and diary of Alan Seeger (1917)
- Pierre Sergent, Camerone, la campagne de la Légion étrangère au Mexique, Fayard, Paris, 1980
- Pierre Sergent, Les Maréchaux de la légion, Fayard, Paris, 1977
- Pierre Sergent, La légion saute sur kolwezi, Fayard, Paris, 1978
- soldat Silbermann, Souvenirs de campagne, Plon-Nourrit, Paris, 1910
- Pierre Soulié, Le Général Paul-Frédéric Rollet, Italiques, Triel sur Seine, 2001
- Antoine Sylvère, Le Légionnaire Flutsch, Plon, Paris, 1982
- Tibor Szecsko, La Légion  étrangère, une légende en marche : Le 1er Étranger de cavalerie, Atlas, Paris, 1990
- Tibor Szecsko, La Légion étrangère en Indochine 1914-1941, à compte d'auteur, 1980
- Tibor Szecsko, La 13e DBLE, EFM, Paris, 1990
- Tibor Szecsko, Le grand livre des insignes de la Légion étrangère, IILE-SIHLE, Aubagne, 1990

T
- Franck Thilliez, Le syndrome [E], Pocket, Paris, 2011
- Hubert Touret,  Rizière et Rivière, un Lieutenant de Légion en Indochine, 1953-1954, à compte d'auteur, 1992

U

V
- Jean des Vallières (pseudo : Jean Ravenne), Sous le drapeau de la Légion Étrangère, Éditions Albin Michel, Paris, 1945
- Jean des Vallières, Le Maroc aux portes du Sud, Librairie de la revue française
- Jean des Vallières, Les hommes sans nom, Éditions Albin Michel, le livre de poche, Paris, 1933  (ISBN 2226042989)

W
- Jacques Weygand, Légionnaire, Flammarion, Paris, 1951
- Percival Christopher Wren, Beau Geste, Éditions Larousse, coll. « Contes Et Romans Pour Tous », 1924  (ISBN 0895776324)

X

Y

Z
- général Zédé, Souvenirs de ma vie 1837, 1908

### Inconnu (ouvrages collectifs)
- collectif, Le livre d'or de la Légion étrangère, Lavauzelle, Paris, 1re édition 1931 (Frazier-Soye); 2e édition 1958; 3e édition 1976; 4e édition 1981 (précisions : édition 1931 : capitaine Paul Rollin (auteur principal), Jean Brunon (drapeaux), P. Benigni chapitre uniformes et aquarelles. Edition 1958 auteur principal Georges R. Manue (Maroc et 2e G.M), colonel P. Carles (période Indochine). Edition 1981, auteur T. Szecsko, chef du Service Historique de la L.E. et conservateur du Musée).
- collectif, La Grande Équipe, Guy Le Prat, Paris, 1946
- collectif, Au Maroc avec la Légion, Lavauzelle, Paris  (ISBN 2702506925)
- collectif, Légion notre mère, anthologie de la poésie légionnaire 1885-2000, Italiques, Triel sur Seine, 2000
- collectif, 5eRégiment étranger. tome 1 : Indochine 1883-1946, Lavauzelle, Limoges, 2000
- comité du centenaire, Livre d'or de la Légion étrangère, Lavauzelle, Paris, 1931  (ISBN 2702510043)
- Souvenirs d'un légionnaire, Éditions Albert Messin, Paris, 1892
- anonyme, Historique des unités de la Légion étrangère pendant la guerre de 1914-1918, Heinz, Oran, 1922
- anonyme, Historique du régiment de marche de la Légion étrangère, Éditions Berger-Levrault, Paris, 1926

### Littérature étrangère non traduite
- (de) Peter Hornung, Die Legion, Meyster, Wien - München 1981
- (cs) Otto Janka, Cerna je reka legionaru, Egem, Prague, 1995
- (de) Eckart Michels, Deutsche in der Fremdenlegion 1870 – 1965, Schöningh - Paderborn, 2000
- (de) Symon de Carneville, Geschichte der Fremdentruppen im Dienst Frankreichs, Deschler, Munich, 1860 - traduction allemande du livre d'Eugène Fieffé
- (da) Aage de Danemark, Tre aars kampfe i fremmed legionen, Gyldendalske, Copenhague, 1927
- (en) Richard Halliburton, The Flying carpet, Long Riders, Guild Press US, 1932  (ISBN 1590480821)
- (en) G. Ward-Price, In Morocco with the légion, Anchor Press, London, 1933
- (en) Patrick Turnbull, The Foreign Legion, Heineman, London, 1963
- (en) Philipp Bartlett, Badges of the French Foreign Legion 1923-1989
- (en) Russel A.Kelly, Kelly of the Foerign Legion, Mitchell, New York, 1917
- (en) Tony Asworth, Trench Warfare 1914-1918, Holmes & Meier, New York, 1980
- (en) Paul Ayres Rockwell, American Fighters in the Foreign Legion  1914-1918, Hougton Miffli, New York, 1930
- (en) Hugh Mc Leave, The Damned die hard, Saturday Review, New York, 1973
- (es) Joaquim Manes Postigo, El mito de Camerone, Hergue Editores, 2004  (ISBN 84-95319-80-2)
- (it) Louis Garros, Storia della Legione Straniera, Ferni, Genève, 1972. (N.B.:existe traduction en français).
- (it) Mario Rubieri, La Legione Straniera, Italiana, Nichelino, 2001

Voir aussi ce site

## Œuvres artistiques diverses
- Exposition temporaire (mars-avril 2007) intitulée "Unités élémentaires" de Bernadette Genée et Alain Le Borgne au Palais de Tokyo à Paris

## Sculpture
- Œuvre monumentale à Castelnaudary (Aude) représentant des profils de légionnaire

## Iconographie

### Photographie
- Album photographique Legion patria nostra de Giorgia Fioro aux éditions Marval (1996)

## Légionnaires artistes
Certains légionnaires sont devenus célèbres pour leurs œuvres artistiques, parfois conçues avant leur engagement à la Légion, mais parfois aussi pendant leur temps de service.
- Hans Hartung : peintre
- Blaise Cendrars : écrivain suisse
- Max Deutsch : compositeur et chef d'orchestre
- Loys Masson : poète et romancier
- Jean Genet : écrivain et poète
- Ricciotto Canudo : écrivain et poète
- François Sureau : écrivain et poète
- Ernst Jünger: écrivain allemand
- Paul Anastasiu, peintre de l'armée
- Yong-Man Kwon, peintre des armées
- Andréas Rosenberg, aquarelliste, d'origine autrichienne. A travaillé dans la mode puis peintre de l'armée
- Hernando Bengoechea : écrivain et poète - EVDG en 1914 décédé au front en 1915
- Tidiane N'Diaye, Écrivain, Anthropologue et économiste. Spécialiste des civilisations negroafricaines.
- Nicolas de Staël (Nikolaï Staël von Holstein), peintre. Engagé dans la Légion étrangère en novembre 1939, démobilisé le 19 septembre 1940.(sources : Jean-Claude MARCADE Nicolas de Staël Peintures et dessins, Paris éditions Hazan, 2009)